# Commiphora

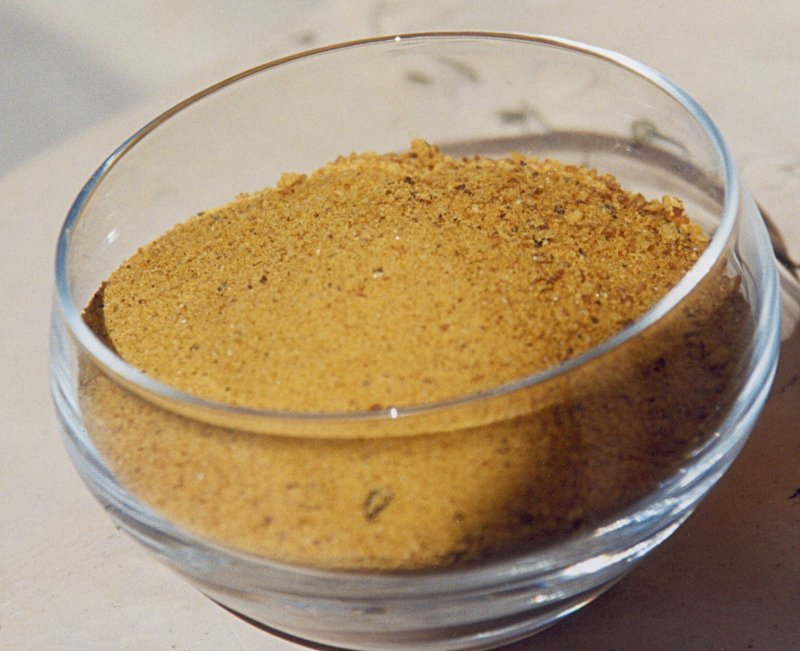
Mirra en un recipient

Commiphora és un gènere de plantes amb flor de la família Burseraceae.

## Característiques
El gènere inclou unes 185 espècies d'arbres i arbusts, sovint espinosos, que es troben a l'Àfrica, Aràbia, i el subcontinent indi.

## Usos
Moltes espècies produeixen resines o gomes fragrants, utilitzades per la preparació d'encens, perfums i medicines, com la mirra (Commiphora myrrha) i el bàlsam de la Meca (C. opobalsamum).
La Commiphora africana ha estat identificada de vegades amb l'antic bdellium. Utilitzada pels boiximans San per enverinar llurs sagetes de caça.

## Taxonomia
- Commiphora africana (A. Rich.) Engl. (syn. Heudelotia africana),[2]
- Commiphora angolensis (Angola i Namíbia)
- Commiphora boranensis Vollesen[2]
- Commiphora caudata (Wight & Arn.) Engl.[2]
- Commiphora corrugata J. B. Gillett & Vollesen[2]
- Commiphora gileadensis (L.) C. Chr.[2] (syn. Commiphora opobalsamum) - bàlsam de la Mecca o mirra de la Meca
- Commiphora guidottii (syn. Commiphora sessiliflora) habak hadi (en somali)
- Commiphora guillaminii
- Commiphora habessinica
- Commiphora humbertii
- Commiphora kataf (syn. Commiphora erythraea) - bissabol
- Commiphora madagascariensis
- Commiphora mossambicensis
- Commiphora myrrha (syn. Commiphora molmol) - mirra.
- Commiphora schimperi
- Commiphora simplicifolia H. Perrier[3]
- Commiphora stocksiana, bayisa gugal (en Urdu)
- Commiphora wightii (syn. Commiphora mukul), guggul, identificada de vegades amb l'antic bdellium.

## Galeria

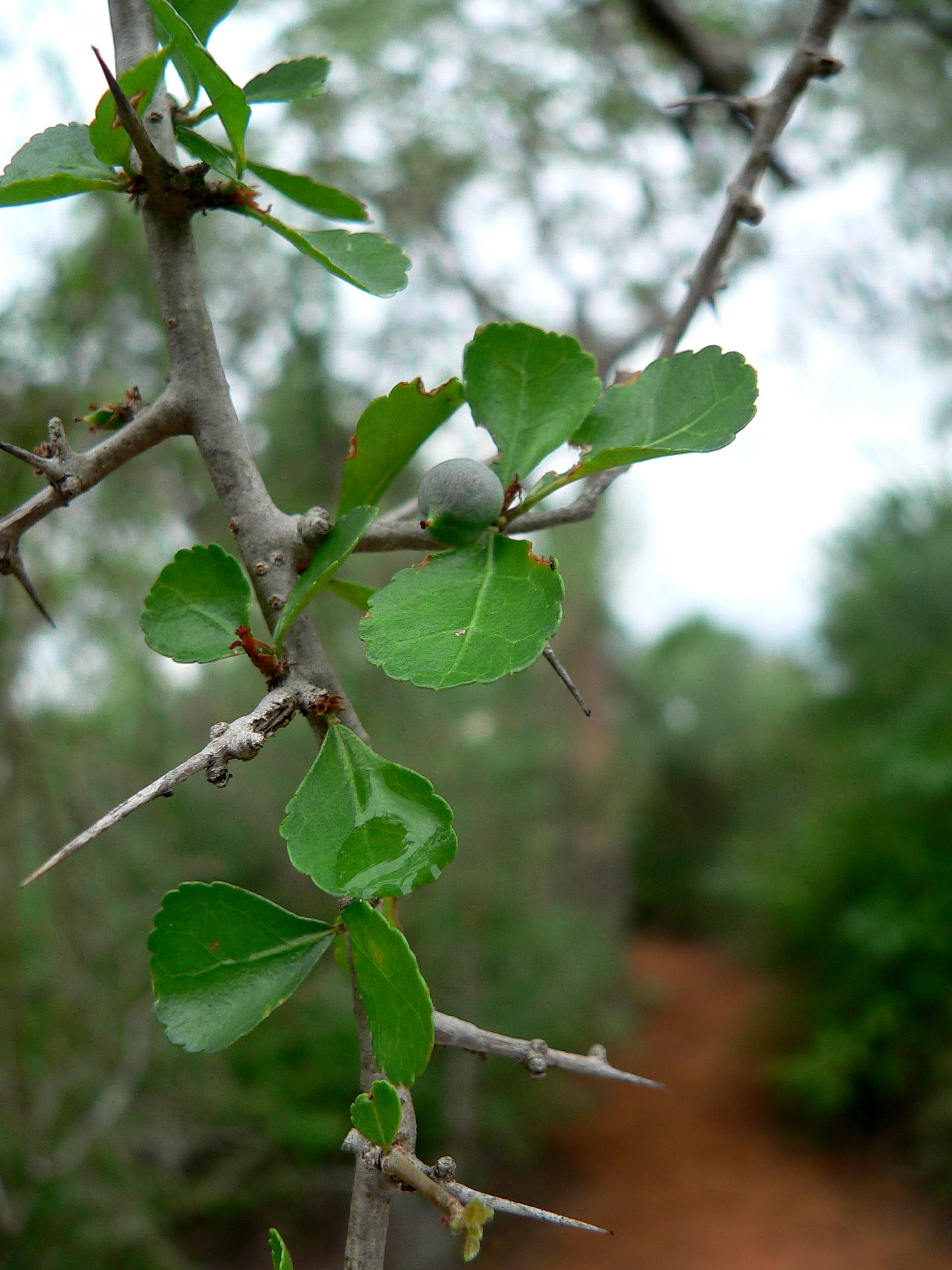
Commiphora simplicifolia
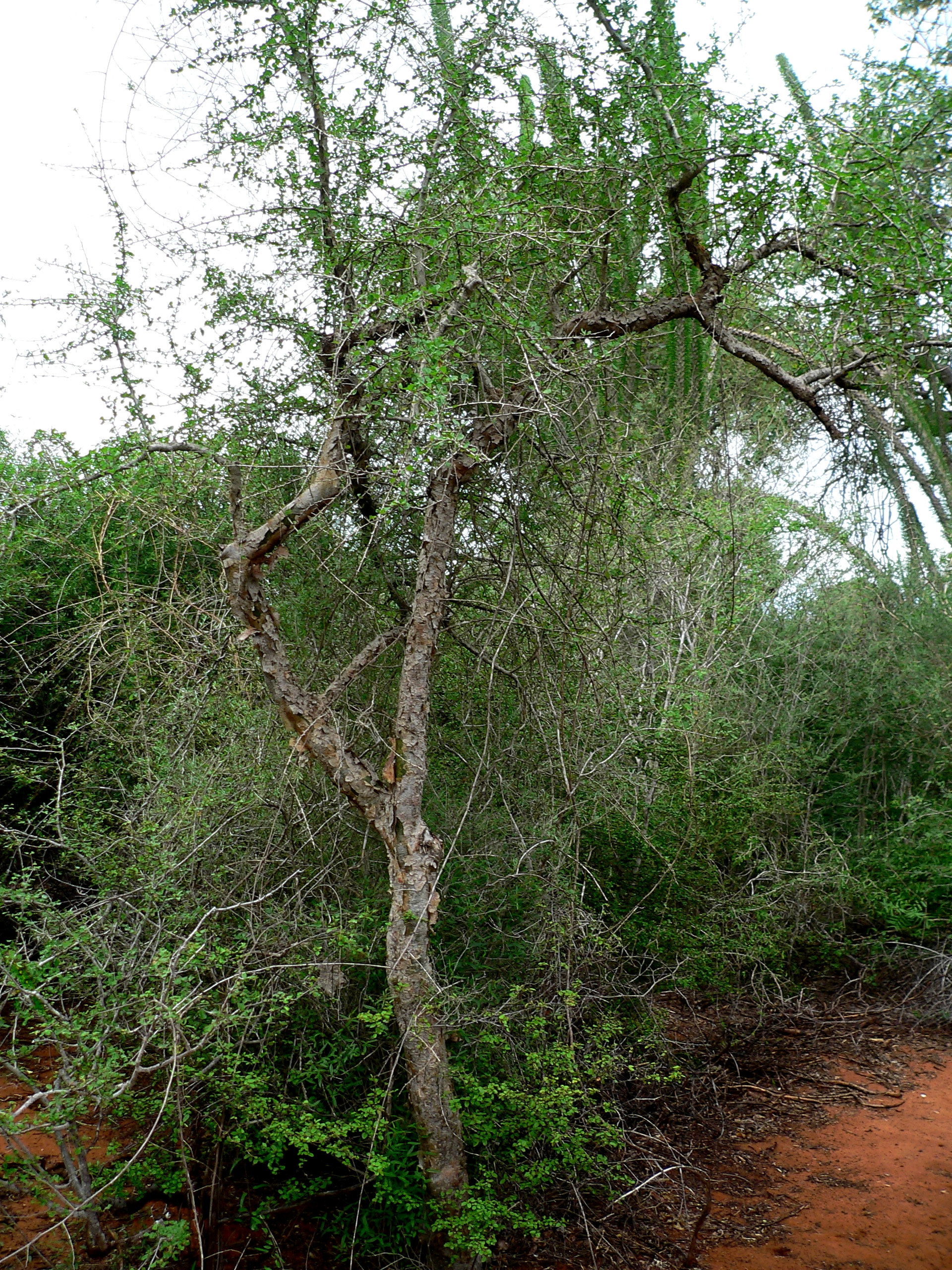
Commiphora simplicifolia